# María Teresa Chávez
María Teresa Chávez Ledesma (sinh ngày 19 tháng 2 năm 1953) là một chính trị gia người Honduras. Bà hiện đang giữ chức phó đại biểu của Quốc hội Honduras đại diện cho Đảng Quốc gia Honduras cho El Paraíso.